# Stożkówka bruzdowanotrzonowa
Stożkówka bruzdowanotrzonowa (Conocybe sulcatipes (Peck) Kühner) – gatunek grzybów z rodziny gnojankowatych (Bolbitiaceae).

## Systematyka i nazewnictwo
Pozycja w klasyfikacji według Index Fungorum: Conocybe, Bolbitiaceae, Agaricales, Agaricomycetidae, Agaricomycetes, Agaricomycotina, Basidiomycota, Fungi.
Po raz pierwszy opisał go w 1884 r. Charles Horton Peck, nadając mu nazwę Agaricus sulcatipes. W 1935 r. Robert Kühner przeniósł go do rodzaju Conocybe. Pozostałe synonimy.
- Derminus sulcatipes (Peck) Henn., in Engler & Prantl 1898
- Galera sulcatipes (Peck) Sacc. 1887
- Galerula sulcatipes (Peck) Murrill 1917
- Pholiotina sulcatipes (Peck) Bon 1991

Polską nazwę zarekomendował Władysław Wojewoda w 2003 roku.

## Morfologia
Kapelusz
O średnicy 6–12 mm, półkulisty do tępostożkowatego lub szeroko dzwonkowatego, silnie higrofaniczny, przeźroczysto-prążkowany ku brzegowi, w stanie wilgotnym ochrowy, po wyschnięciu czerwonopomarańczowy, sporadycznie siwy z powodu pileocystyd.
Blaszki
Półwolne do przyrośniętych, o szerokości do 2 mm, silnie rdzawobrązowe. Krawędzie jaśniejsze i nieco strzępiaste.
Trzon
Wysokość 25–55 mm, grubość 1 mm, cylindryczny, smukły, równy u góry, lekko rozszerzony u nasady. Powierzchnia biała, przechodzący w bladą, nieco aksamitna lub owłosiona na całej długości, sucha, bez resztek osłony.
Miąższ
Kruchy, bez wyraźnego zapachu i smaku.
Wysyp zarodników
Rdzawobrązowy.
Cechy mikroskopowe
Zarodniki 7,5–9,5 × 4–4,5 μm, eliptyczne do prawie migdałowatych, rdzawobrązowe, gładkie z pogrubionymi ścianami i wyraźnymi porami rostkowymi. Podstawki 20–24 × 7–8 μm, 4-zarodnikowe, zgrubiałe. Cheilocystydy 25–60 × 24 × 5–10 μm, smukłe, wrzecionowate, zwężające się ku tępemu wierzchołkowi (w kształcie szydła), cienkościenne, szkliste. Pleurocystyd brak. Pileocystydy 60–100 × 10–15 μm, liczne, smukłe, wrzecionowate, wydłużone i zwężające się w kierunku tępego wierzchołka, często z pigmentem cytoplazmatycznym, w KOH żółtobrązowe. Kaulocystydy 40–80 × 6–10 μm, liczne, kształtem podobne do cheilocystyd. Skórka kapelusza zbudowana z komórek maczugowatych do pęcherzykowatych, 25–40 × 8–18 μm. Sprzążki obecne.

## Występowanie i siedlisko
Podano stanowiska w Europie i Ameryce Północnej. W Polsce do 2003 r. podano jedno stanowisko, ale w późniejszych latach podano wiele następnych.
Grzyby saprotroficzne.